# Batalha de Camperdown
A Batalha de Camperdown (conhecida na Holanda como Zeeslag bij Kamperduin) foi uma batalha naval ocorrida no dia 11 de Outubro de 1797 entre uma frota da Marinha Real Britânica, liderada pelo almirante Adam Duncan e uma frota holandesa, sob o comando do vice-almirante Jan de Winter. A batalha representou a acção mais significativa entre britânicos e holandeses durante as Guerras revolucionárias francesas, e o resultado foi uma vitória britânica que capturaram onze navios holandeses, sem qualquer perda. Em 1795, a República dos Países Baixos foi subjugada pelo exército da República Francesa, e reorganizada na República Batava, um estado francês. No início de 1797, depois de a frota atlântica ter sofrido pesadas baixas numa campanha fracassada, a frota holandesa recebeu ordens para reforçar a francesa em Brest. As frotas nunca se chegaram a juntar; os aliados continentais não conseguiram tirar proveito dos motins que paralisaram as forças britânicas do Canal da Mancha e as frotas do Mar do Norte, durante a Primavera de 1797.
Em Setembro, a frota holandesa, sob o comando de De Winter, foi sujeita a um bloqueio no seu próprio porto, em Texel, pela frota britânica do Mar do Norte, liderada por Duncan. No início do mês seguinte, Duncan foi forçado a regressar a Yarmouth para se abastecer e De Winter aproveitou a oportunidade para realizar um pequeno ataque no Mar do Norte. Quando a frota holandesa regressou à costa holandesa, a 11 de Outubro, Duncan estava à espera, e interceptou De Winter ao largo da vila costeira de Camperduin. Atacando a linha de batalha holandesa em dois grupos, os navios de Duncan surgiram pela retaguarda e pela frente dos holandeses. As forças em combate dividiram-se em dois grupos, um a sul, onde os britânicos estavam em vantagem numérica, e outro a norte, onde se localizavam ambos os navios-almirantes. À medida que a frota holandesa tentava chegar a águas menos profundas, num esforço para escapar ao ataque britânico, a divisão de sotavento britânica juntou-se à de barlavento forçando, assim, a rendição do navio-almirante holandês Vrijheid e de dez outros navios.
A perda do seu navio-almirante levou à debandada dos restantes navios holandeses, e a Duncan a reagrupar os navios britânicos, e os navios capturados, para o regresso a Yarmouth. No caminho, a frota foi apanhada por várias tempestades perdendo dois dos navios capturados. As baixas em ambas as frotas foram altas dado o facto de os navios holandeses terem seguido o método britânico de disparar contra o casco dos navios inimigos, em vez de para os mastros e velas, o que causava grandes perdas humanas entre as tripulações. A frota holandesa entrou em colapso como uma força de combate, perdendo dez navios e mais de 1,1 mil homens. Quando as forças britânicas ficaram frente-a-frente à Marinha holandesa dois anos mais tarde, no Incidente de Vlieter, os marinheiros holandeses recusaram-se a lutar e os seus navios renderam-se.